# L'Épreuve du temps
 (mars 2025).
Si vous disposez d'ouvrages ou d'articles de référence ou si vous connaissez des sites web de qualité traitant du thème abordé ici, merci de compléter l'article en donnant les références utiles à sa vérifiabilité et en les liant à la section « Notes et références ».
Pour plus de détails, voir Fiche technique et Distribution.
L'Épreuve du temps (titre original allemand : Wunschkonzert, littéralement : Concert de charité) est un film d'Eduard von Borsody sorti en 1940. Il s'agit d'un film de propagande nazie.

## Synopsis
Durant les Jeux olympiques d'été de 1936, la jeune Inge Wagner et l'officier d'aviation Herbert Koch se rencontrent. Pendant quelques jours, ils s'aiment et font des plans pour un avenir ensemble. Mais avant de pouvoir se marier, Herbert est appelé dans la Légion Condor pour aller en Espagne. La mission pour laquelle il participe est secrète, il ne doit rien dire et ne peut donc pas expliquer à Inge pourquoi il la quitte. Quand sa mission est terminée, après plusieurs mois, tandis qu'il se remet d'une blessure grave, il écrit à Inge. Mais elle a déménagé et il ne reçoit pas de réponse. Découragé, il ne la cherche pas.
De son côté, Inge n'a pas oublié Herbert et l'attend toujours. Trois années ont passé. En 1939, lorsque la guerre éclate, les hommes qui vont monter au front viennent chercher du courage auprès d'Inge. Parmi eux, se trouve Helmut Winkler, un ami d'enfance d'Inge, qui lui a demandé sa main mais l'espère encore. Helmut fait partie de l'escadron de Herbert. Ils deviennent amis. Mais ils ignorent qu'ils aiment la même fille.
À Berlin, depuis le début de la guerre, chaque semaine, a lieu un grand événement musical, le "Concert de charité au profit de la Wehrmacht" qui est diffusé à la radio. Durant l'entracte, on diffuse des messages personnels entre les soldats et leurs proches. Tandis que Herbert écoute l'orchestre des Jeux Olympiques et se souvient des jours heureux avec Inge, Inge est elle aussi près du poste de radio. Elle saisit l'occasion pour avoir des signes de vie de sa part et espère le revoir. Une correspondance s'établit entre eux et ils prévoient un rendez-vous à Hambourg.
Herbert et Helmut sont envoyés au dernier moment pour une mission de reconnaissance au-dessus de l'Atlantique. Leur avion est abattu au-dessus de l'eau, mais ils survivent, un sous-marin les récupère. Inge les attend toujours. Helmut est emmené à l'hôpital. Tous les trois s'y retrouvent. Après s'être expliqué - Herbert croit qu'Inge et Helmut se sont fiancés - les deux amants décident de vivre ensemble.

## Fiche technique
- Titre : L'Épreuve du temps
- Titre original : Wunschkonzert
- Réalisation : Eduard von Borsody[1]
- Scénario : Felix Lützkendorf, Eduard von Borsody
- Musique : Werner Bochmann (de)
- Direction artistique : Heinrich Beisenherz (de), Alfred Bütow (de)
- Costumes : Gertrud Steckler
- Photographie : Franz Weihmayr, Günther Anders, Carl Drews (de)
- Son : Walter Rühland
- Montage : Elisabeth Kleinert-Neumann
- Production : Günther Andreae, Fritz Andreas Brodersen, Willi Rother
- Sociétés de production : Cine-Allianz Tonfilmproduktions (en) et Universum Film AG
- Société de distribution : Universum Film AG (Allemagne), L'Alliance Cinématographique Européenne (A.C.E.) (France)
- Pays d'origine :  Reich allemand
- Langue : allemand
- Format : Noir et blanc - 1,37:1 - Mono - 35 mm
- Genre : Propagande
- Durée : 101 minutes
- Dates de sortie :
  -  Reich allemand : 30 décembre 1940
  -  France : 16 décembre 1941

## Distribution
- Ilse Werner: Inge Wagner
- Carl Raddatz: Herbert Koch
- Joachim Brennecke (de): Helmut Winkler
- Heinz Goedecke: Heinz Goedecke, présentateur radio
- Ida Wüst: Mme Eichhorn, la tante d'Inge
- Hedwig Bleibtreu: Mme Wagner, la grand-mère d'Inge
- Hans Hermann Schaufuß: Hammer, le boulanger
- Hans Adalbert Schlettow: Kramer, le boucher
- Malte Jäger : Friedrich, l'instituteur
- Walter Ladengast: Schwarzkopf, étudiant en musique
- Aribert Mog: Lieutnant von Zülkow
- Ewald Wenck: L'inspecteur
- Vera Comployer: Mme Hammer

## Un film de propagande
Le fonctionnaire au ministère de la culture Fritz Hippler présente après la guerre le film non seulement comme un film de la commission de commande, mais comme une volonté de Joseph Goebbels. Goebbels est intervenu dans l'écriture du scénario et des dialogues, a fait la casting des chanteurs et des musiciens.
Le réalisateur Eduard von Borsody a déjà accepté de travailler dans des commandes du régime nazi avant la guerre : Morgenrot (1933), Les Fugitifs (1933), Marajo, la lutte sans merci (1938).
Le Wunschkonzert für die Wehrmacht (de) a vraiment existé et était diffusé chaque dimanche à 15 heures depuis une salle de concert à Berlin.
Le tournage commence le 16 juillet 1940. Le film sort le 30 décembre de la même année après être passé en commission le 21 décembre, il est interdit aux mineurs. Il est remonté en 1943 pour être vu par tous et le premier titre Das Wunschkonzert devient Wunschkonzert pour faire plus moderne.
La première partie de ce film de divertissement s'ouvre sur des images des Jeux olympiques d'été de 1936, de Hitler et des acclamations de la foule qui sont en fait des images tirées du film Les Dieux du stade de Leni Riefenstahl. Ensuite, les scènes de guerre utilisent des images d'actualités. La propagande se retrouve aussi dans les scènes de fiction comme le sacrifice désintéressé ou quand on chante joyeusement et innocemment une aventure intéressante.
Après Un grand amour avec Zarah Leander, Wunschkonzert est le plus grand succès commercial de l'époque nazie. À la fin de la Seconde Guerre mondiale, le film a été vu par près de 26 millions de spectateurs et a rapporté 7,6 millions de reichsmarks.
Tout comme Stukas de Karl Ritter qui lui ressemble, Wunschkonzert est interdit par les Américains après la guerre. L'histoire d'amour est sans importance, en raison de l'interprétation des premiers rôles masculins, et devait renforcer le moral, en particulier des femmes. Même si elle a ensuite regretté ce rôle, Ilse Werner est temporairement interdite d'exercer son métier d'actrice en 1945.
Le film ressort, interdit aux mineurs, en 1980 dans une version raccourcie de deux minutes et en 1997 intégralement.